# Sébastien Delfosse
Sébastien Delfosse (Oupeye, 29 november 1982) is een Belgisch wielrenner.

## Levensloop
Delfosse won in 2007 de Ardense Pijl. In 2015 behaalde hij de eindzege in de Ronde van Bretagne en in 2017 was hij winnaar van La Drôme Classic. In 2018 kwam hij uit voor WB Aqua Protect Veranclassic.

## Belangrijkste overwinningen
2007
Ardense Pijl
2013
Circuit de Wallonie
Ronde van Keulen
2015
Eindklassement Ronde van Bretagne
2017
La Drôme Classic

## Resultaten in voornaamste wedstrijden
| Jaar | Amstel Gold Race | Luik-Bast.‑Luik | Parijs-Tours | Waalse Pijl |
| ---- | ---------------- | --------------- | ------------ | ----------- |
| 2008 | 143e             | opgave          | 173e         |             |
| 2009 | 102e             | opgave          | 129e         | 149e        |
| 2010 | 119e             | opgave          |              | 69e         |
| 2011 | 131e             | opgave          | 17e          | 134e        |
| 2012 | 138e             |                 | opgave       | opgave      |
| 2013 | 82e              | 93e             | opgave       | 123e        |
| 2014 |                  |                 |              |             |
| 2015 |                  |                 |              |             |
| 2016 |                  |                 |              |             |
| 2017 |                  | 96e             | 75e          | 99e         |

## Ploegen
- 2006 –  Pôle Continental Wallon Davitamon-Euro Millions
- 2007 –  Pôle Continental Wallon Bergasol-Euro Millions
- 2007 –  Landbouwkrediet-Tönissteiner (stagiair vanaf 1-8)
- 2008 –  Landbouwkrediet-Tönissteiner
- 2009 –  Landbouwkrediet-Colnago
- 2010 –  Landbouwkrediet
- 2011 –  Landbouwkrediet
- 2012 –  Landbouwkrediet-Euphony
- 2013 –  Crelan-Euphony
- 2014 –  Wallonie-Bruxelles
- 2015 –  Wallonie-Bruxelles
- 2016 –  Wallonie Bruxelles-Group Protect
- 2017 –  WB Veranclassic Aqua Protect
- 2018 –  WB Aqua Protect Veranclassic

Brochard · Crowin · Delfosse · Desmet · Dony · Fontaine · Godfroid · Gourgue · Herinne · Ista · Kirch · Lernould · Mattozza · Muscat · M.Polazzi · F.Polazzi · Robijns · Roossens · Streel
Brochard · Burton · Crowin · Delfosse · Draux · Fontaine · Herinne · Ista · Kashechkin · M.Polazzi · F.Polazzi · Robijns · Roossens · Rouet · Van Melsen
Amorison · Boucher · A. Capelle · Clancy · De Waele · De Wilde · Gabriel · Kleynen · Kuyckx · Lebeau · Manning · Meirhaeghe · Neirynck · Peeters · Scheirlinckx · Sijmens · Van Mechelen · Vanlandschoot · D. Verheyen · Bellemakers (stagiair) · Delfosse (stagiair) · Maene (stagiair)
Amorison · Bellemakers · Boucher · A. Capelle · Clancy · De Waele · Delfosse · Gourgue · Kleynen · Kuyckx · Manning · Meirhaeghe · Neirynck · Nys · Peeters · Scheirlinckx · Sijmens · Stannard · Steels · Van Mechelen · Cappelle (stagiair) · Coomans (stagiair) · Hanseeuw (stagiair)
Amorison · Barbé · Bellemakers · Bertrand · Boucher · De Waele · Delfosse · Drouilly · Flahaut · Gourgue · Meirhaeghe · Neirynck · Nys · R. Peeters · K. Peeters · Ricci Poggi · Scheirlinckx · Verheyen · De Scheemaeker (stagiair) · Planckaert (stagiair) · Van den Haute (stagiair)
Amorison · Barbé · Bellemakers · Bertrand · Boucher · Caethoven · Commeyne · De Waele · Dekkers · Delfosse · Dockx · Drouilly · Gourgue · Neirynck · Nys · K. Peeters · Planckaert · Ricci Poggi · Scheirlinckx · Van den Haute · Verheyen · Barteau (stagiair) · De Scheemaeker (stagiair)
Amorison · Baestaens · Barbé · Bellemakers · Breyne · Cammaerts · Commeyne · De Waele · Dekkers · Delfosse · Dockx · Gourgue · Helminen · Honig · Juodvalkis · Kruopis · Nys · K. Peeters · Planckaert · Scheirlinckx · Stallaert · Traksel · Vanthourenhout · Verheyen
Amorison · Baestaens · Barbé · Bellemakers · Breyne · Bueken · Claeys · Cohnen · Commeyne · Delfosse · Devillers · De Waele · Helminen · Honig · Hovelijnck · Juodvalkis · Nys · K. Peeters · Planckaert · Stallaert · Traksel · Vanthourenhout · Backaert (stagiair) · Van Driessche (stagiair)
Amorison · Baestaens · Barbé · Breyne · Bueken · Claeys · Delfosse · Devillers · Honig · Hovelijnck · Juodvalkis · Nys · K. Peeters · Planckaert · Prémont · Stallaert · Steels · Sys · Vanherck · Vanthourenhout · Vantomme · Claes (stagiair) · David (stagiair) · Verwaest (stagiair)
Amorison · Anciaux · Bertholet · Chevalier · Delfosse · Demoitié · Dernies · Dron · Dufrasne · Evrard · Mottet · Pestiaux · Prémont · Stassen · Stenuit
De Winter · Delfosse · Dernies · Deruette · Duquennoy · Habeaux · Ista · Jans · Jules · Kirsch · Masson · Naesen · Pardini · Peyskens · Robeet · Spengler · Stassen · Vantomme · Warnier · Mortier (stagiair) · Taminiaux (stagiair)
De Winter · Dehaes · Delfosse · Deruette · Duquennoy · Habeaux · Ista · Jules · Kirsch · Lietaer · Masson · Mortier · Peyskens · Robeet · Six · Spengler · Stassen · Vantomme · Warnier